# Rodenbourg
Rodenbourg (luxemburgiska: Roudemer lyssna (fil); tyska: Rodenburg) är en ort i kommunen Junglinster i Luxemburg. Orten hade 159 invånare (2018). Rodenbourg ligger cirka 14 km nordost om staden Luxemburg.